# Eguptyelus excavatus
Eguptyelus excavatus är en insektsart som först beskrevs av Matsumura 1940.  Eguptyelus excavatus ingår i släktet Eguptyelus och familjen spottstritar. Inga underarter finns listade i Catalogue of Life.